# Bruno Schulz
Bruno Schulz, född den 12 juli 1892 i Drohobytj (polsk stavning Drohobycz) i Österrike-Ungern (idag Ukraina), död där den 19 november 1942, var en polsk författare, litteraturkritiker och tecknare av judiskt ursprung. Hans berättelser tillhör de mest originella litterära verk under den polska mellankrigstiden. Hans noveller påminner om litteratur inom magisk realism.

## Biografi
Schulz föddes i Drohobytj i närheten av Lviv, som då tillhörde Galizien, en provins som sedan Polens delningar tillhörde Österrike-Ungern. Hans far Jacob Schulz var judisk köpman som sålde tyg. Hans mor hette Henrietta och var dotter till en rik timmerköpman. Familjen Schulz talade polska hemma och följde inte judiska traditioner.
Schulz utvecklade ett stort intresse för konst. Sedermera började han att studera arkitektur vid Lwóws universitet och konst i Wien. Han var därefter lärare i teckning vid Drohobytjs liceum.
Han blev författare efter att hans brev till en väninna presenterades för författarinnan Zofia Nałkowska. Breven innehöll mycket originella framställningar av Schulz ensamma liv. Nałkowska övertalade Schulz att ge ut dessa berättelser. Skildringarna publicerades år 1934 som Sklepy cynamonowe ('Kanelbutikerna', svensk utgåva år 1983). Tre år senare, 1937, utgavs en andra samling av hans berättelser, Sanatorium pod Klepsydrą ('Sanatoriet Timglaset', svensk utgåva år 1987). Originalen illustrerades med grafik av författaren. Schulz talade förutom polska även tyska men skrev sina böcker uteslutande på polska. Böckerna är starkt influerade av både tysk och judisk kultur och traditioner. Schulz översatte också tillsammans med sin fästmö Josefina Szelinska Processen av Franz Kafka till polska.
I och med andra världskrigets utbrott i september 1939 isolerades Schulz i Drohobytj. Östgalizien, där staden låg, intogs först av Sovjetunionen. Enligt några samtida litterära anmälningar arbetade han med en ny roman, Mesjasz ('Messias'). Inga spår av verket fanns emellertid kvar efter hans död. Efter den nazityska invasionen under Operation Barbarossa år 1941 försämrades hans läge betydligt, då han var av judiskt ursprung. Han tvingades att bo i Drohobytjs getto. Några redogörelser gör gällande att han "beskyddades" av Gestapomannen Felix Landau som beundrade hans teckningar. De sista veckorna före sin död var han verksam med en fresk i officerens hus. Strax efter att Schulz slutfört målningarna sköts han av en annan officer som rivaliserade med "beskyddaren" Landau. Snart efter hans död gömdes målningarna.

## Schulz idag
Schulz arbeten omfattar bland annat berättelser från början av 1940-talet som författaren skickade till diverse tidskrifter samt skisser till romanen Mesjasz. De flesta av de arbeten som har bevarats gjorde han på 1930-talet. Gravyrcykeln Xięga Bałwochwalcza ('Bok om avgudadyrkan'), som gjordes med en sällsynt teknik kallad cliché-verre, är ett undantag. Denna cykel utfördes i början av 1920-talet (Stanisław Ignacy Witkiewicz värderade den högt). De övriga bevarade arbetena är skisser och en enkel oljemålning från 1920 – Spotkanie. Żydowski młodzieniec i dwie kobiety w zaułku miejskim ('Rendezvous. En ung judisk man och två kvinnor i en gränd i staden'). Målningen presenterades för första gången år 1992 på utställningen Ad Memoriam. Bruno Schulz 1892–1942 på litteraturmuseet i Warszawa.
Schulz berättelser har inspirerat till två filmer: den polska filmen Sanatorium Timglaset (Sanatorium pod Klepsydrą, 1973) i regi av Wojciech Has, som gav eftertryck åt oförglömliga drömlika egenskaper i hans berättelser och Street of Crocodiles (polska Ulica Krokodyli, svenska Krokodilgatan) av Stephen och Timothy Quay.
Schulz skrifter kan jämföras med Franz Kafkas modernistiska expressionism och hans stil är förbunden med surrealism, kreationism och psykoanalys. Schulz värderade själv verk av Rainer Maria Rilke, Kafka och Thomas Mann.
Hösten 2010 visades Schulz verk för första gången i Sverige på Judiska museet i Stockholm, där också Franz Kafka figurerade.

### Svenska samlingsvolymer
- Brev, essäer, noveller, urval, översättning och förord av Emi-Simone Zawall (Göteborg: Glänta, 2016). ISBN 9789186133825